# Franz Burgstaller
Franz Burgstaller (* 19. Juni 1915 in Tumeltsham; † 27. Mai 1999) war ein österreichischer Politiker (ÖVP) und Beamter. Er war von 1966 bis 1979 Abgeordneter zum Oberösterreichischen Landtag sowie Vizebürgermeister von Braunau am Inn.

## Ausbildung und Beruf
Burgstaller erlernte nach dem Besuch der Volksschule den Beruf des Schneiders. Er rückte im Jahr 1935 freiwillig zum Österreichischen Bundesheer ein und diente beim Alpenjägerregiment Nr. 8. Er wurde in der Folge auch zum Kriegsdienst im Zweiten Weltkrieg herangezogen und wurde während seines Dienstes an der Front zwei Mal verwundet. Er erlebte das Ende des Krieges im Rang eines Feldwebels. Beim Militär holte Burgstaller den Hauptschulabschluss nach und absolvierte zudem die Heeresfachschule I für den nichttechnischen Verwaltungsdienst und die Heeresfachschule II für den gehobenen nichttechnischen Verwaltungsdienst. Nach dem Ende des Krieges trat Burgstaller 1945 als Vertragsbediensteter in den Dienst der Bezirkshauptmannschaft Braunau am Inn und wechselte 1949 zum Finanzamt, wo er als Fachinspektor und Außenprüfer eingesetzt wurde.

## Politik und Funktionen
Burgstaller trat 1935 dem Reichsbund bei und wurde 1945 als Vertreter der ÖVP in den Gemeinderat von Braunau gewählt. Er war von 1949 bis 1951 Gemeindeausschussmitglied von Braunau am Inn und von 1961 bis 1980 Vizebürgermeister der Stadt Braunau. Innerparteilich wirkte er von 1959 bis 1980 als Stadtparteiobmann der ÖVP-Braunau am Inn, war ab 1966 zudem Bezirksobmann der ÖVP-Braunau am Inn und engagierte sich zudem im Österreichischen Arbeiter- und Angestelltenbund, wo er von 1958 bis 1974 als Ortsobmann in Braunau und von 1969 bis 1980 als Bezirksobmann wirkte. Zwischen dem 29. März 1966 und dem 24. Oktober 1979 gehörte er als Abgeordneter dem Oberösterreichischen Landtag an. Nach seiner aktiven politischen Karriere war Burgstaller Bezirksobmann des Seniorenbundes vom Bezirk Braunau am Inn.

## Privates
Burgstaller heiratete 1939 die Eisenbahnertochter Elisabeth Kreilinger, mit der er drei Söhne und zwei Töchter hatte. Er war im Schießsport aktiv und wurde Oberschützenmeister in der Schützengruppe Braunau. 

## Politik und Funktionen
- Goldenes Ehrenzeichen für Verdienste um die Republik Österreich (1970)
- Großes Silbernes Ehrenzeichen für Verdienste um die Republik Österreich (1981)
- Ehren-Stadtparteiobmann der ÖVP-Braunau am Inn
- Goldener Ehrenring der Stadt Braunau am Inn (1984)